# جون براون (كاتب أمريكي)
جون براون (بالإنجليزية: John Brown)‏ (1 أبريل 1966، يوتا في الولايات المتحدة)؛ كاتب وروائي أمريكي.